# Zakrzówek (gmina)
Zakrzówek – gmina wiejska w województwie lubelskim, w powiecie kraśnickim. W latach 1975–1998 gmina położona była w województwie lubelskim.
Siedziba gminy to Zakrzówek (do 30 grudnia 1999 pod nazwą Zakrzówek-Osada).
Według danych z 30 czerwca 2004 gminę zamieszkiwały 7044 osoby. Natomiast według danych z 31 grudnia 2019 roku gminę zamieszkiwały 6443 osoby.

## Struktura powierzchni
Według danych z roku 2014 gmina Zakrzówek ma obszar 99,08 km², w tym:
- użytki rolne: 89%
- użytki leśne: 5%

Gmina stanowi 9,86% powierzchni powiatu.

## Demografia

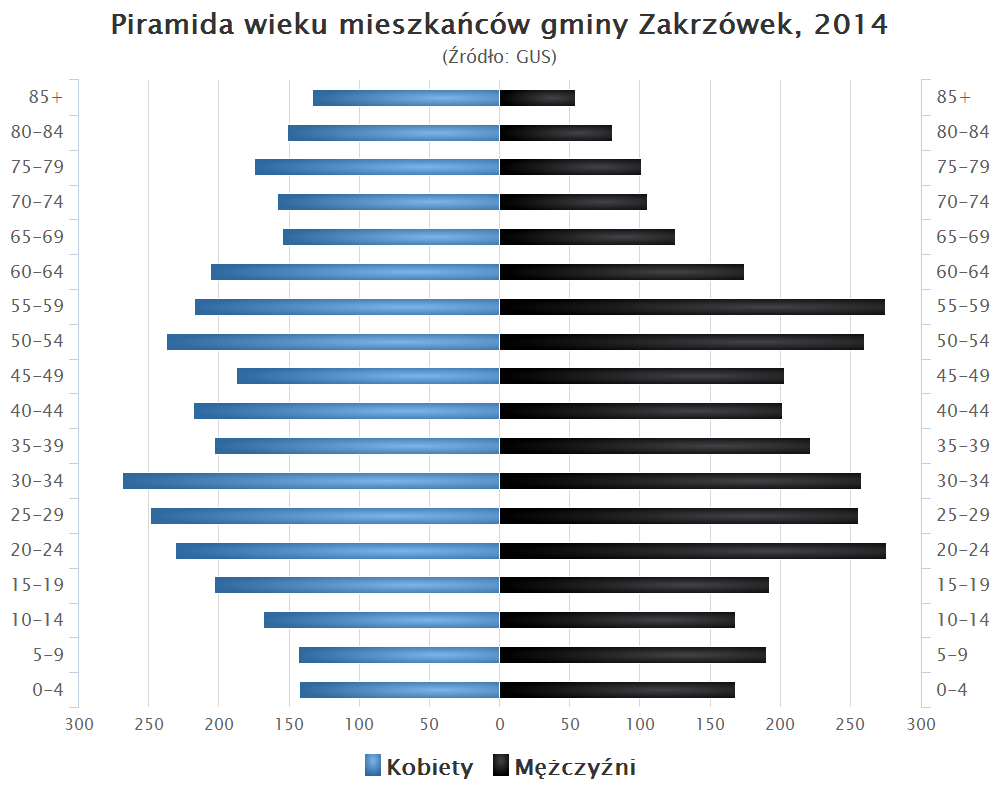
Piramida wieku mieszkańców gminy Zakrzówek w 2014 roku

Dane z 30 czerwca 2004:
| Opis                              | Ogółem | Ogółem | Kobiety | Kobiety | Mężczyźni | Mężczyźni |
| --------------------------------- | ------ | ------ | ------- | ------- | --------- | --------- |
| jednostka                         | osób   | %      | osób    | %       | osób      | %         |
| populacja                         | 7044   | 100    | 3607    | 51,2    | 3437      | 48,8      |
| gęstość zaludnienia (mieszk./km²) | 71,1   | 71,1   | 36,4    | 36,4    | 34,7      | 34,7      |

## Infrastruktura
Gmina Zakrzówek w całości jest zelektryfikowana - sieć średniego napięcia jest zasilana z Głównego Punktu Zasilania (GPZ) Budzyń. Ponadto przez gminę przebiegają sieci wysokiego napięcia 220 kV Stalowa Wola-Abramowice (Lublin) i 110 kV Budzyń-Bychawa. Cały obszar gminy posiada sieć telekomunikacyjną. Gmina ma zaopatrzenie w wodę z 3 ujęć wody w Zakrzówku-Wsi, Majdanie-Grabinie oraz Studziankach (poza gminą). Miejscowości: Bystrzyca, Góry, Lipno, Majdan-Grabina, Majorat, Rudki, Rudnik I, Rudnik II, Studzianki, Zakrzówek, Zakrzówek Nowy i Zakrzówek-Wieś posiadają sieć oświetlenia ulicznego z nowymi oprawami oświetleniowymi. Zbiorczą kanalizację sanitarną posiadają miejscowości Zakrzówek, Bystrzyca, Majorat, Zakrzówek-Wieś i Sulów (zakończenie realizacji inwestycji przewidziane jest na koniec listopada 2014 r.), z których nieczystości odprowadzane są do nowoczesnej oczyszczalni ścieków w Bystrzycy (oddanej do użytku w 2011 r.). Gmina Zakrzówek z końcem 2014 r. będzie w całości zwodociągowana, obecnie trwają prace nad budową sieci wodociągowej dla mieszkańców miejscowości Józefin i Świerczyna. Gmina ma również rozwiniętą sieć dróg, a te które są w złym stanie z roku na rok są remontowane. Budowane są również nowe drogi. Władze gminy wraz z firmą z Kraśnika prowadzą ekologiczny wywóz śmieci. W Zakrzówku w 2010 r. oddano do użytku sieć ciepłowniczą z kotłownią opalaną biomasą, zasilającą ważniejsze instytucje. W 2011 r. otwarto w Zakrzówku Gminny Dom Kultury, który stał się centrum kulturalnym Gminy. Z końcem 2014 r. oddane zostaną do użytku świetlice wiejskie w Majdanie-Grabinie i Rudniku Pierwszym. W 2014 r. realizowano projekt związany z montażem kolektorów słonecznych na indywidualnych budynkach.                                                             Od 2021 roku gmina jest gazyfikowana- układane zostają nowe gazociągi na terenie gminy

## Ukształtowanie terenu
Gminę Zakrzówek przecina rzeka Bystrzyca, mająca źródła w Sulowie. Lewa strona rzeki jest mało pagórkowata. Na prawej stronie przeważają wzniesienia, liczne pagóry. Na terenie gminy jest wiele wąwozów i parowów, a w południowej części gminy zaczyna się Roztocze i należy do Kraśnickiego Obszaru Chronionego Krajobrazu.

## Sołectwa
Bystrzyca, Góry, Józefin, Lipno, Majdan-Grabina, Majorat, Rudki, Rudnik Drugi, Rudnik Pierwszy, Studzianki, Studzianki-Kolonia, Sulów, Świerczyna, Zakrzówek, Zakrzówek Nowy, Zakrzówek-Wieś

## Sąsiednie gminy
Batorz, Bychawa, Kraśnik, Strzyżewice, Szastarka, Wilkołaz, Zakrzew